# 南阿拉巴馬大學
南阿拉巴馬大學（University of South Alabama，縮寫：USA）是一所位于美国阿拉巴馬州莫比爾的州立大學。該大學由阿拉巴馬州議會創立於1963年，以取代原先在此地開辦學校的阿拉巴馬大學。南阿拉巴馬大學自創建以來增長迅速，現有超過5,500人受僱于該大學，使其成為當地第二大僱主。 2015年《美國新聞與世界報道》未將其列入整體排名，其在聽力學、物理治療等領域排于國內70位左右。

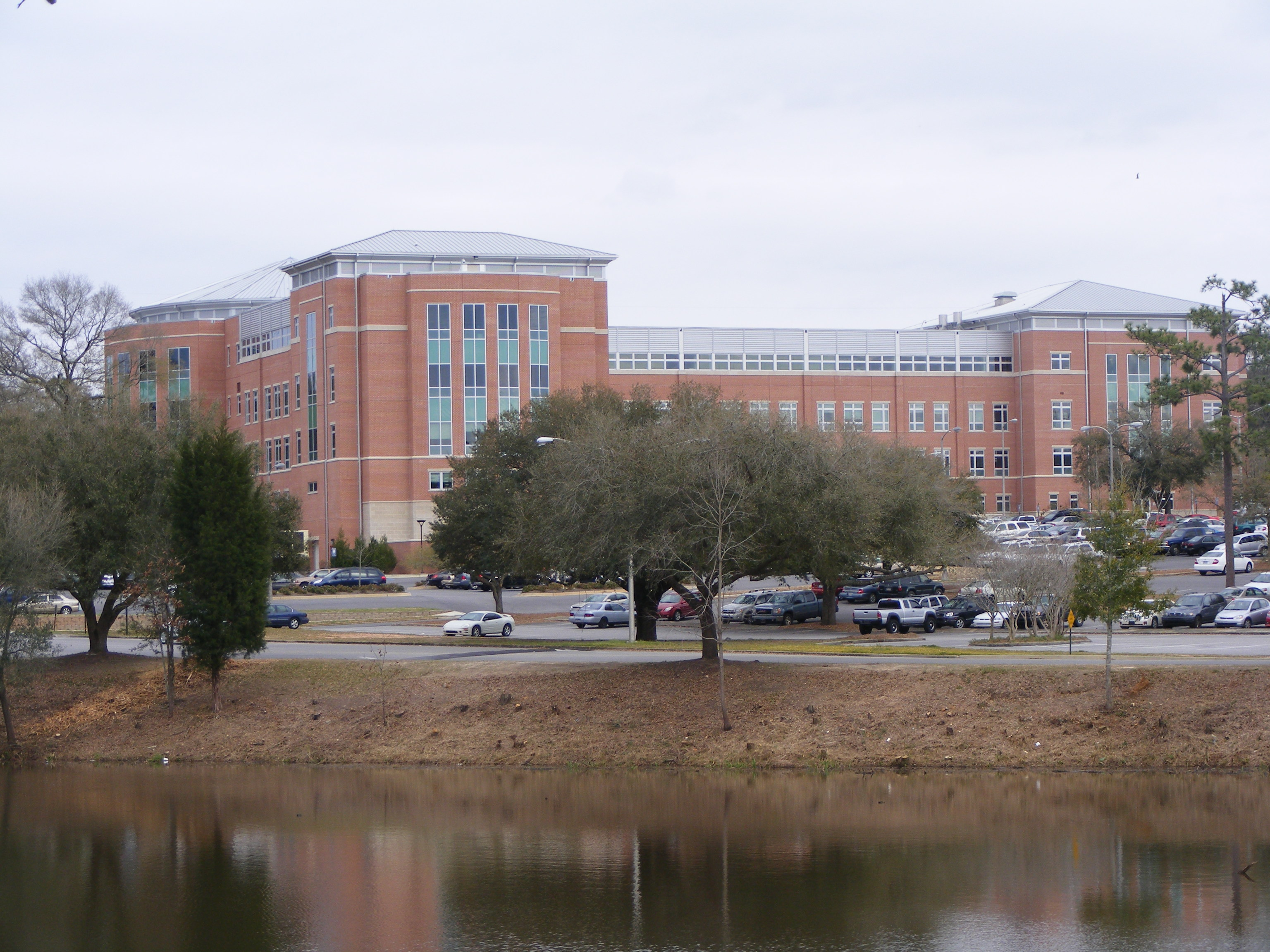
該大學的應用科學和護理學院

## 外部連結
- Official website（页面存档备份，存于）
- Official athletics website（页面存档备份，存于）

30°41′48″N 88°10′43″W / 30.69671°N 88.17873°W